# Thyriscus
Thyriscus is een monotypisch geslacht van straalvinnige vissen uit de familie van donderpadden (Cottidae).

## Soort
- Thyriscus anoplus Gilbert & Burke, 1912